# Eseuri
Eseuri este o carte de eseuri esoterice creștine, inedite în literatura română, scrisă de Radu Negrescu-Suțu și apărută la Editura Dorul din Danemarca în anul 1996. Cuprinde următoarele eseuri : Dialogul Teologilor ; Descoperirea Fericitului Agatanghel ; Trei Crai dela Răsărit întru întâmpinarea Logosului ; Zalmoxis, precursor al Creștinismului ; Despre mitul Luceafărului eminescian ; Despre Egalitate ; Despre Simbolistica Numărului 7 ; Concertul de Haendel ; Despre Mitologia Siderală ; Amicus Plato, sed magis amicus… Morpheos ; Zagreu, primul Dionysos ;  Despre Simbolistica Numărului 12.    

## Aprecieri critice
„… Radu Negrescu-Suțu este poet și acum. Și aceasta nu numai pentru că scrie și acum versuri, de o mare sensibilitate și finețe. Ci și pentru că a scris aceste eseuri esoterice, în care se apleacă tulburat și cuprins de amețeală asupra Misterelor Universului, fericit că poate, cum spune poetul, spori cu lumina sa a lumii taină. Citindu-i eseurile, îmi vine în minte o celebră gravură medievală înfățișând un învățat care își trece ca printr’o pânză spartă capul prin cerul cu stele, pentru a vedea, dincolo de aparența lumilor, mecanismul implacabil al Universului. În spatele informației docte și a desfășurării savante se simte în permanență exasperarea căutării, certitudinea că trebuie să existe un gest, un gând, un fapt în stare să declanșeze revelația și miracolul, că lumea nu poate fi doar cât ne lasă ea s-o înțelegem. Este omagiul tensionat și întors din oglinzi complicate pe care poetul îl aduce lumii.”—Ana Blandiana
„… Eseurile esoterice semnate de Radu Negrescu-Suțu sunt lucrări cu valoare paradigmatică și exprimă din punct de vedere simptomatic o hermeneutică necesară în evoluția eseului de analiză a valorilor culturale, în lumea super-instruită și super-computerizată, care este și care va să vină, cu  easy access la informații de orice fel. Sub acest aspect, lectura magnetizează cititorul inițiat, îi trezește acestuia atracția către simboluri de cultură religioasă și de cultură laică și îl determină, în final, să cântărească el însuși cantitatea de cultură ce i-a mai rămas în ,,desaga‘’ ce o poartă pe umeri. …. Contemplativ și religios, scriitorul Radu Negrescu-Suțu se definește ca un filosof idealist, luminător de mistere și simboluri de cultură. Gestul său l-am înțeles ca pe un omagiu adus inteligenței și creației omului pe Pământ, existenței infinite a spiritului uman creat de Dumnezeu.”—George Băjenaru